# Éton
Éton település Franciaországban, Meuse megyében. Lakosainak száma 201 fő (2022. január 1.). Éton Amel-sur-l’Étang, Dommary-Baroncourt, Domremy-la-Canne, Gouraincourt, Rouvres-en-Woëvre és Senon községekkel határos.

## Népesség
A település népességének változása:
| Lakosok száma | 246  | 239  | 193  | 208  | 211  | 209  | 209  | 207  | 208  | 201  |
|               | 1968 | 1975 | 1982 | 2015 | 2016 | 2017 | 2018 | 2020 | 2021 | 2022 |